# Opel 8/20 PS
La 8/20 PS era un'autovettura di fascia alta prodotta dalla Casa automobilistica tedesca Opel dal 1911 al 1916.

## Profilo e storia
Alla fine del 1910, la 8/16 PS fu tolta di produzione. Già due anni prima fu tolta di produzione la 12/14 PS con motore da 2.1 litri, sostituita dalla 10/18 PS con motore da 2.5 litri. Veniva quindi a mancare una vettura con motore da intorno ai due litri, che potesse costituire la base della fascia alta della gamma Opel. Inoltre, era necessario approntare un'evoluzione della 8/16 con motore da 1.9 litri appena uscita di produzione.
Per questi motivi, nel 1911 fu introdotta la 8/20 PS, una vettura che riprendeva l'eredità della 8/16 PS, costituendone un'evoluzione e andando a rappresentare la nuova base della fascia alta Opel. Nello stesso tempo, la 8/20 PS andò a prendere quel posto che non molto tempo prima era occupato dalla 12/14 PS.
Il ruolo di questa vettura fu quindi quello di proporre un'evoluzione di un modello e nello stesso tempo rinfrescare quella parte di gamma che permetteva l'accesso a vetture più ricche, senza doversi svenare eccessivamente. Ovviamente tutto era, come sempre, relativo, poiché anche l'acquisto di una vettura di classe molto più bassa era appannaggio di non molte persone.
La 8/20 PS montava un nuovo motore a 4 cilindri in linea da 2032 cm³, con testata in ghisa e basamento in lega di alluminio. Come nella stragrande maggioranza delle automobili di quel periodo, la distribuzione era a valvole laterali. La potenza massima era di 20 CV a 1600 giri/min.
Anche il resto della meccanica era decisamente tradizionale e riprendeva le soluzioni tecniche offerte dalla quasi totalità del parco automobilistico mondiale di allora.
Veniva perciò utilizzata una trasmissione che utilizzava un albero cardanico ed una frizione a cono. Il cambio era a 4 marce, e forse era questa la soluzione più moderna.
Anche il telaio non proponeva niente di nuovo e si atteneva alla generale architettura di freni e sospensioni: a nastro sulla trasmissione i primi, ad assali rigidi con balestre semiellittiche le seconde.
Era interessante, invece, la grande quantità di carrozzerie con cui la 8/20 veniva offerta: si poteva scegliere tra single o double-phaeton, torpedo a 6 posti, limousine o anche landaulet.
Anche le prestazioni erano di rilievo per l'epoca: la 8/20 raggiungeva infatti i 65 km/h, un valore relativamente buono per l'epoca.
All'inizio del 1914, la 8/20 ricevette un deciso intervento meccanico: fu maggiorata la corsa dei pistoni, mediante l'utilizzo di bielle più lunghe e la cilindrata crebbe così a 2209 cm³, mentre la potenza massima salì a 24 CV a 1600 giri/min. La vettura così ottenuta prese il nome di 8/22 PS: le prestazioni rimasero però identiche. La vettura fu prodotta fino al 1916.